# Broager
Broager anhörenⓘ [ˈbʀoaːʔəʀ] (deutsch auch: Broacker [ˈbroːˌakɐ]; Sønderjysk bzw. Sundevedsk: Braue) ist eine Kleinstadt am nördlichen Ufer der Flensburger Förde mit 3277 Einwohnern (Stand 1. Januar 2023). Der Ort liegt im Süden Dänemarks und gehört seit der Verwaltungsreform am 1. Januar 2007 zur Großkommune Sønderborg in der Region Syddanmark. Zuvor war Broager der Sitz der Verwaltung der gleichnamigen Broager Kommune, die mit den Kommunen Augustenborg, Sønderborg, Gråsten, Nordborg, Sundeved und Sydals zur neuen Großkommune Sønderborg zusammengelegt wurde.

## Wirtschaft und Verkehr
Broager liegt an der Fernstraße 8, die die Gemeinde mit Sønderborg (deutsch Sonderburg), Flensburg und der Autobahn E 45 verbindet. Der nächste Bahnhof liegt in Gråsten (deutsch Gravenstein), nachdem die 1910 eröffnete Bahnstrecke Vester Sottrup–Skelde (Broackerbahn) von Sottrup (deutsch Satrup) über Nybøl und Broager nach Skelde (deutsch Schelde) bereits am 1. Juli 1932 eingestellt wurde.

## Sehenswürdigkeiten
Die Broager Kirche ist eine romanische Kirche mit einem markanten gotischen Doppelturm – dem einzigen im ehemaligen Herzogtum Schleswig – ist nicht nur Wahrzeichen der Gemeinde, sondern aufgrund ihrer erhöhten Lage und der weiten Sichtbarkeit eines der markantesten Bauwerke an der Flensburger Förde.
Auf dem zur Kirche gehörigen Friedhof befinden sich Grabmale und Erinnerungssteine der preußischen Gefallenen aus dem Deutsch-Dänischen Krieg von 1864. Auf dem Friedhof wurde zudem das Gefallenendenkmal in Broager errichtet für die im Ersten Weltkrieg auf deutscher Seite gefallenen Soldaten aus der Gegend, da dieser Teil Schleswigs erst 1920 durch Volksabstimmung zu Dänemark kam.
Des Weiteren existiert nördlich des Hauptortes Broager eine alte Burganlage namens Schmölwall sowie ein Stück westlich des Ortes der kleine Leuchtturm Schottsbüll. Ein Kilometer südwestlich des Ortes Broager liegt das Ziegeleimuseum Cathrinesminde an der Flensburger Förde. An der Küste verläuft im Übrigen der Gendarmstien, ein ehemaliger Kontrollweg, an dem dänische Gendarme von 1920 bis 1958 an der deutsch-dänischen Grenze patrouillierten.

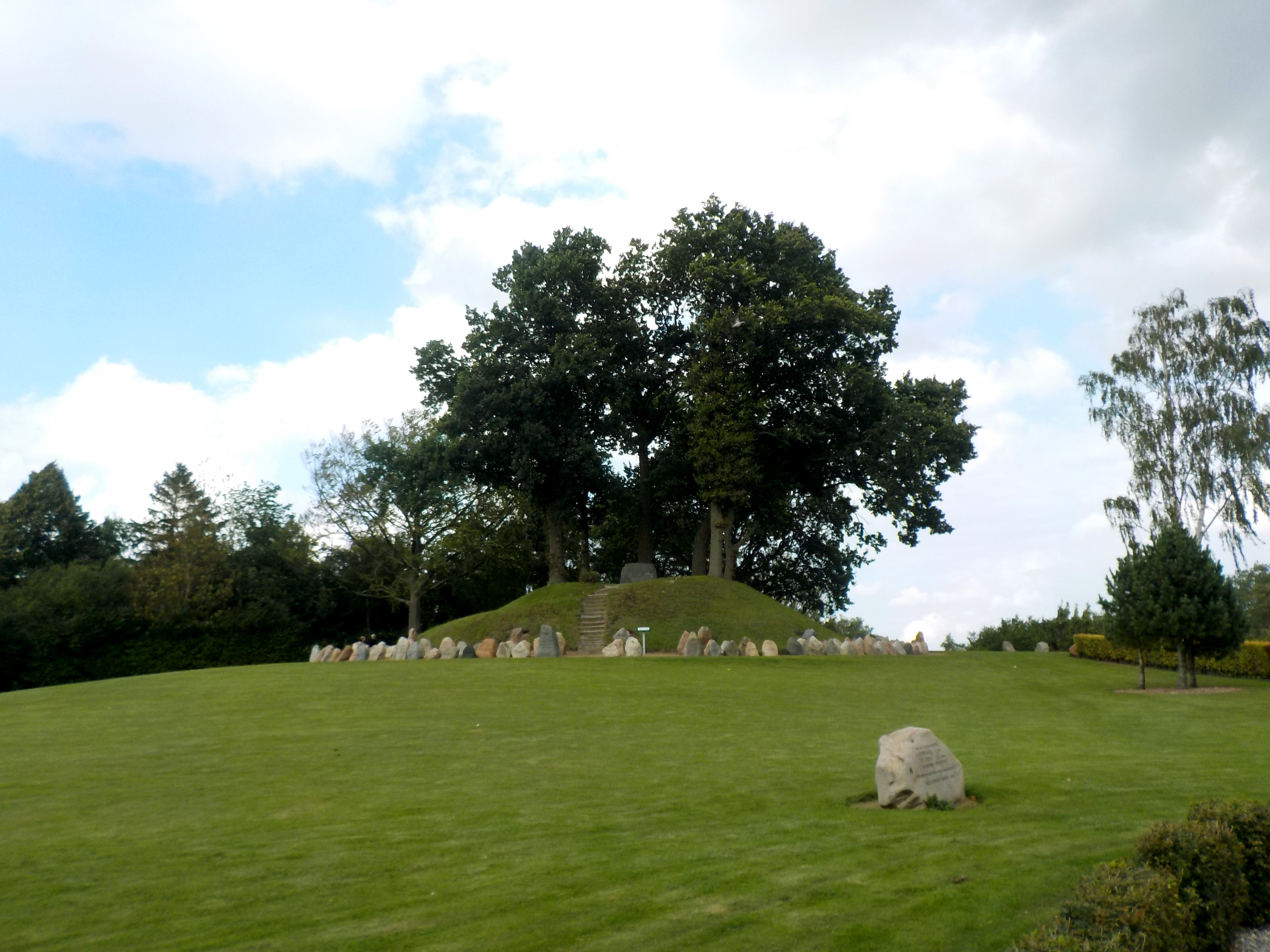
Gefallenendenkmal in Broager
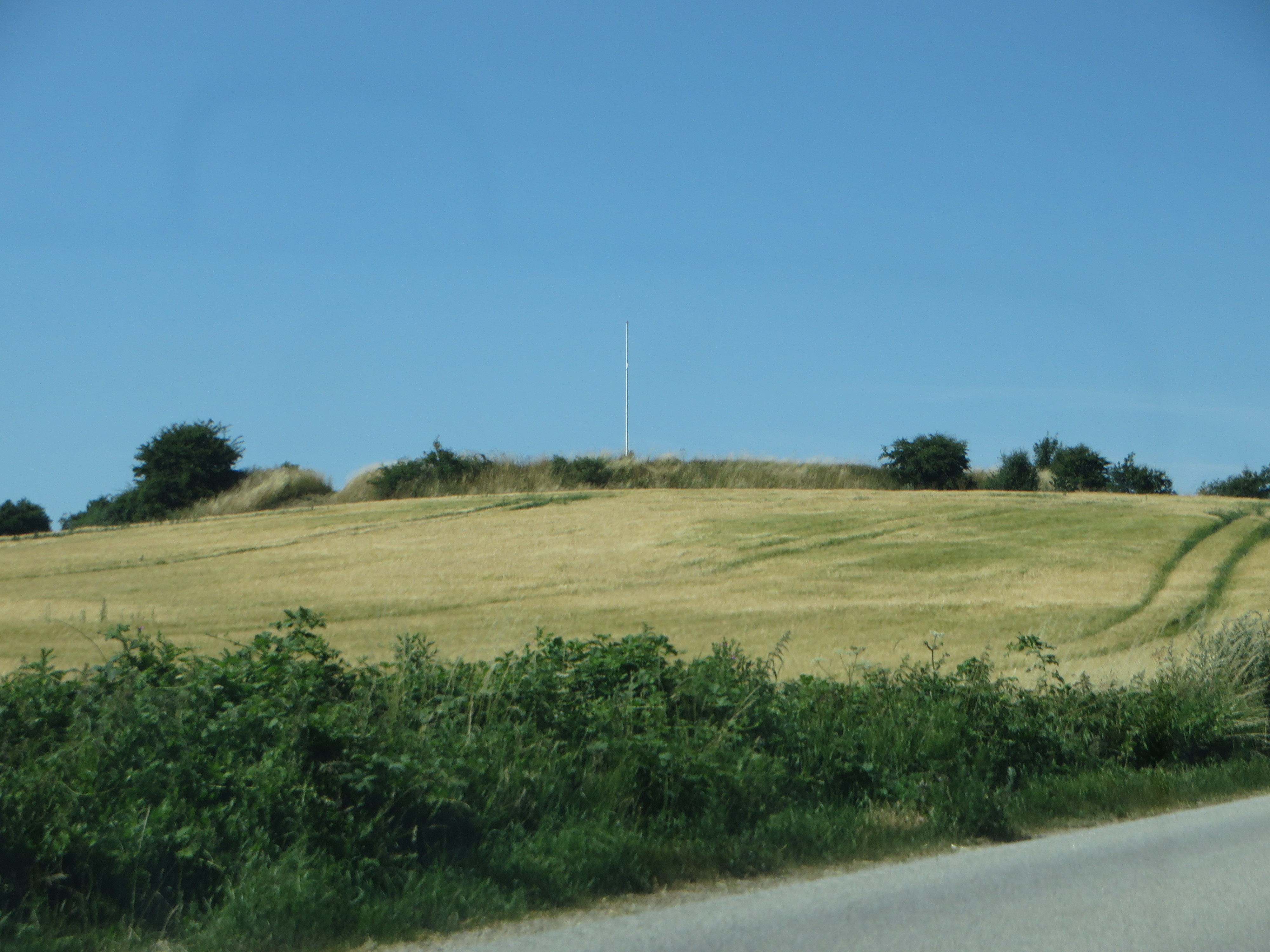
Der Schmölwall beim Ort Broager
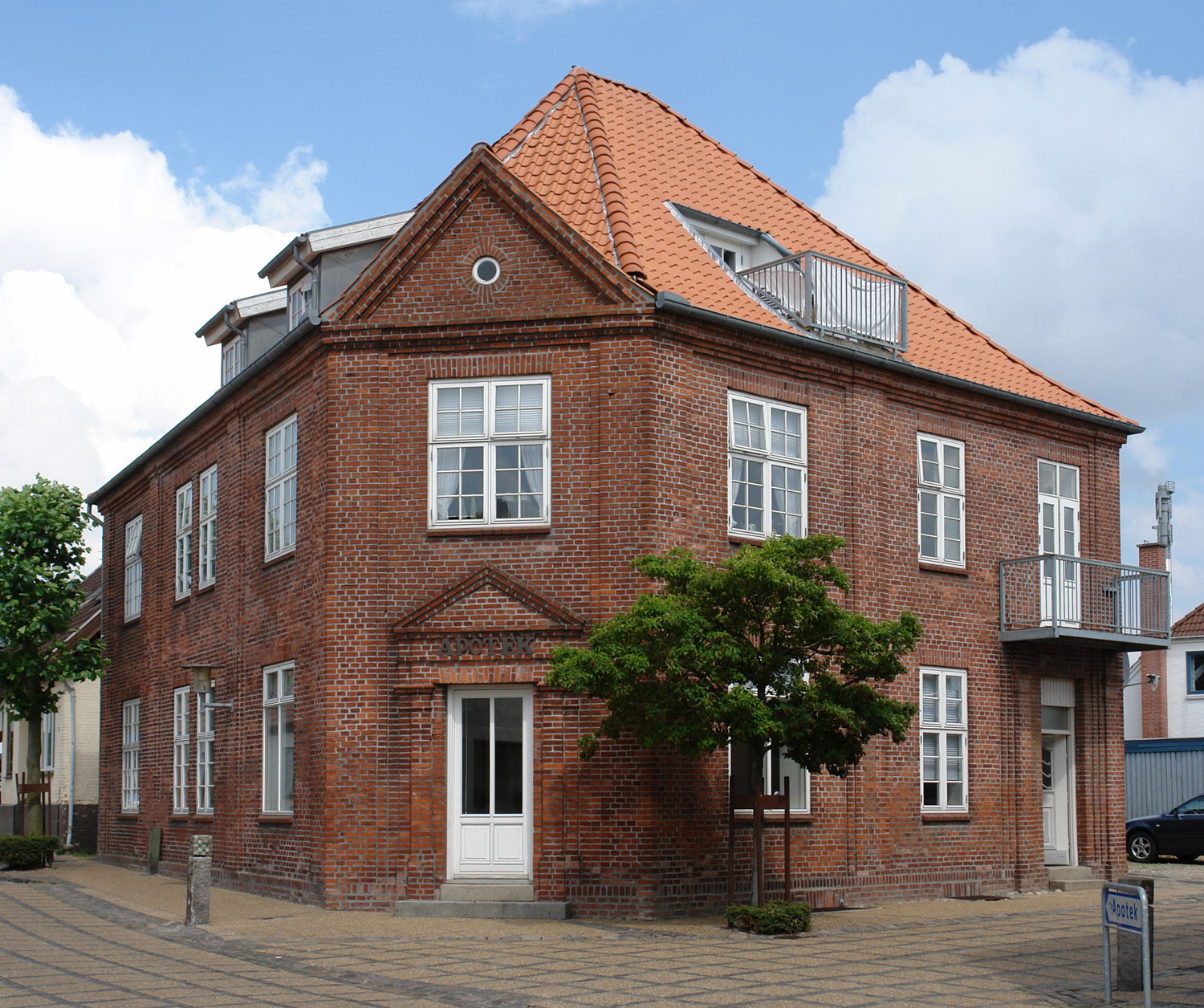
Alte Apotheke von Broager
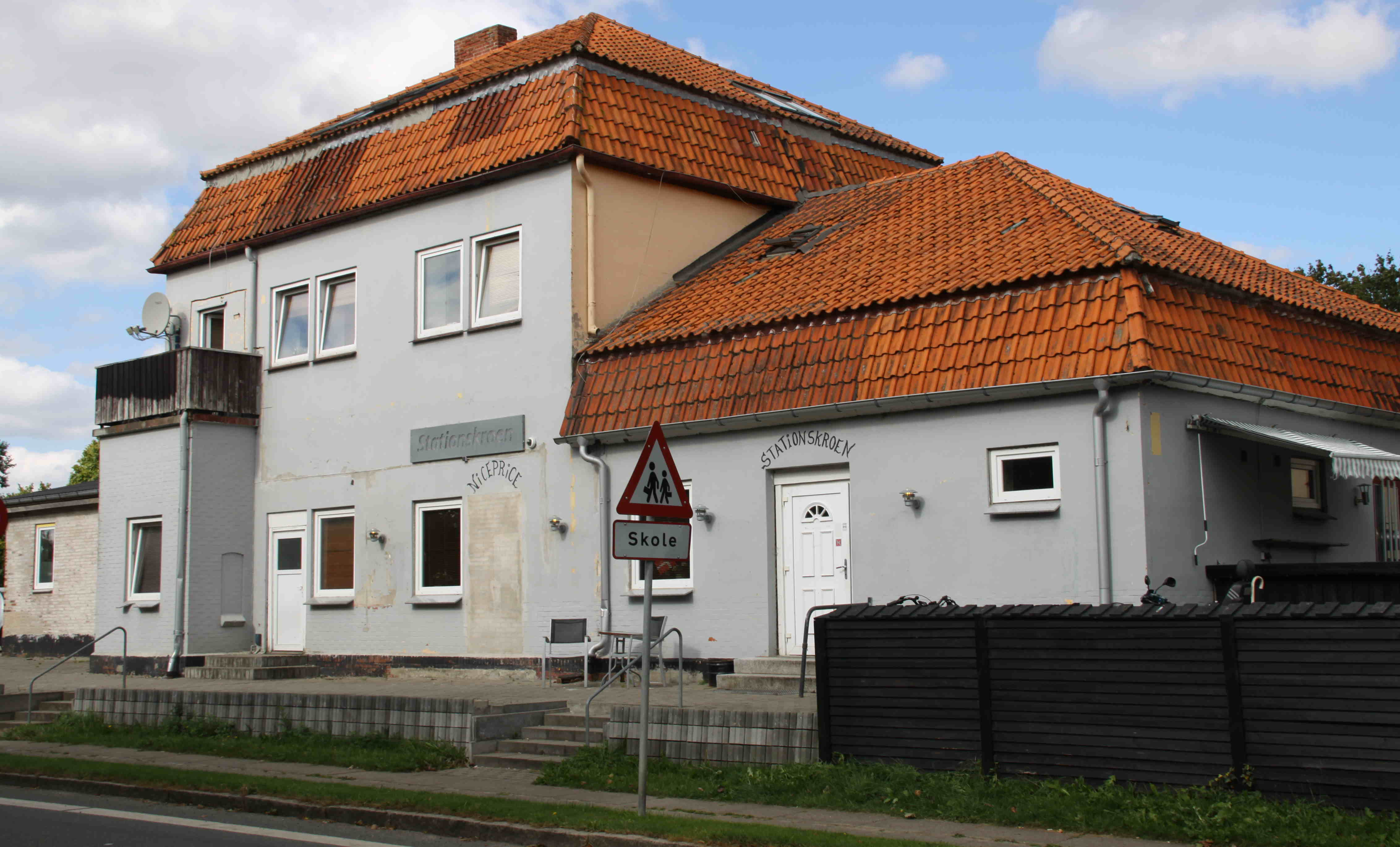
Die ehemalige Broager-Station der Bahnstrecke Vester Sottrup–Skelde.

## Bekannte Sagen von Broager

### Sage vom Schlangenblatt
Die Sage berichtet davon, dass eines Tages, als im Kirchspiel Broager gerade die Ernte eingeholt wurde, ein Knecht beim Mähen eine Schlange mit seiner Sense verletzt habe. Die Schlange habe darauf einen hellen Laut ausgestoßen, der bis ans andere Fördeufer nach Angeln tönte. Eine andere Schlange vorn dort habe sogleich geantwortet. Die Schnitter seien sofort ans Fördeufer gerannt, hätten gesehen, wie eine Schlange aus Angeln mit einem Blatt im Maul herangeschwommen sei, um mit diesem die andere Schlange zu heilen. Sodann wäre es den Erntehelfern mehr als schlecht ergangen. Sie waren also in Gefahr. Doch die Knechte gingen sofort, als die herangeilte Schlange ans Ufer gekommen war, mit ihren Sensen auf sie los und töteten sie.
Die Sage erinnert an das Märchen Die drei Schlangenblätter. Eine weitere Schlangen-Sage in der Gegend existiert mit der Sage von der blauen Schlange im nahgelegenen Flensburg.

### Sagen zur Broager Kirche
Hinsichtlich des Baus der Broager Kirche existieren des Weiteren zwei Sagen, die Sage von den Doppeltürmen von Broager sowie die Sage von den zusammengewachsenen Schwestern. Des Weiteren existiert noch eine Erzählung von einem Tunnel zwischen dem Schmölwall und der Broager Kirche.

## Söhne und Töchter des Ortes
- Christian Jessen (1897–1962), Segelschiff-Kapitän, Kap Hoornier, ehem. Bürgermeister
- Jørgen Munk Plum (1925–2011), Leichtathlet und Tierarzt